# Marià Poch i Alom
Marià Poch i Alom (?,?) fou un music català que visqué al segle xix.
Fou fill d’un vidrier de Cruïlles establert a Mataró, amb ascendents musicals a les branques de la seva família. Va regir primer amb caràcter interí el magisteri de Santa Maria de Mataró, entre 1816 i 1821, i després amb la plaça en prioritat, entre 1823 i 1830. Es va veure implicat en causes judicials de la seva família paterna relacionades amb la Guerra del Francès.